# عرفان صديق
عرفان صدّيق دبلوماسي بريطاني حائز على وسام ضابط الإمبراطورية البريطانية، عُيّن سفيراً للمملكة المتحدة لدى جهورية العراق بدءاً من آذار/مارس سنة 2025، خلَفاً لستيفن هيتشن. عُيّن مسؤولاً سياسياً في سلطة الائتلاف المؤقتة سنة 2003 بعد الاحتلال الأمريكي للعراق، وكان له اشتراك مهم في تشكيل الدستور العراقي المؤقت، ثم عُيّن نابئاً لسفير المملكة المتحدة ببغداد سنة 2007.

## مساره المهني
- آذار/مارس 2025

بغداد، سفير المملكة المتحدة لدى جمهورية العراق
- 2022 - شباط/فبراير 2025

نيقوسيا، المفوض السامي البريطاني
- 2021 - 2022

تعلم اللغة اليونانية
- 2021

وزارة الخارجية والتنمية، مدير إدارة شرق ووسط أفريقيا
- 2018 - 2021

الخرطوم، السفير البريطاني لدى السودان
- 2017 - 2018

المنظمة الخيرية Plan International (انتداب خارجي)، مدير المناصرة الدولية
- 2016 - 2017

وزارة الخارجية، رئيس وحدة الانتداب
- 2013 - 2016

باكو، السفير البريطاني لدى أذربيجان
- 2011 - 2013

وزارة الخارجية، إدارة الشراكة مع الدول العربية
- 2010 - 2011

بغداد، نائب السفير
- 2007 - 2010

دمشق، نائب السفير
- 2005 - 2007

وزارة الخارجية، سكرتير خاص لوزير الخارجية
- 2004 - 2005

واشنطن، مسؤول سياسي معني بالعراق، وزارة الخارجية الأمريكية
- 2003 - 2004

بغداد، مسؤول سياسي، سلطة الائتلاف المؤقتة
- 2002 - 2003

القاهرة، سكرتير ثاني (للشؤون السياسية والصحفية)
- 2000 - 2002

تعلم اللغة العربية، ذو طلاقة فيها.
- 1999 - 2000

نيودلهي، مسؤول الشؤون الاقتصادية والتجارية
- 1998 - 1999

وزارة الخارجية، إدارة السياسة الأمنية
- 1998

التحق بالعمل في وزارة الخارجية